# Jules Hoffmann
Jules Alphonse Hoffmann (Echternach, 2 augustus 1941) is een in Luxemburg geboren Frans bioloog en geneticus.
Samen met Bruce Beutler kreeg hij in 2011 de Nobelprijs voor Fysiologie of Geneeskunde. Hoffmann is sinds 2007 voorzitter van de Académie des Sciences en is verbonden aan het Centre national de la recherche scientifique (CNRS).

## Biografie
Hoffmann studeerde biologie en scheikunde aan de Universiteit van Straatsburg waar hij in 1965 zijn bachelor behaalde en er in 1969 promoveerde. Na een korte periode aan de Duitse Universiteit van Marburg keerde hij terug naar Straatsburg.
In 1989, toen hij onderzoek deed met de fruitvlieg (Protophormia terraenovae), ontdekte Hoffmann twee tot dan toe onbekende immuunpeptides die defensieve reacties opwekten tegen bepaalde bacteria. Voorafgaand aan deze ontdekking werd gedacht dat deze bacterie-dodende peptides alleen aanwezig waren in zoogdieren.
In 1996 ontdekte Hoffmann met zijn onderzoeksteam dat receptoreiwitten bepaalde bacteria en andere micro-organismen kunnen herkennen en door mutaties in moleculen in het Toll-gen een aangeboren immuniteit activeren – de eerste verdedigingsrespons van het afweersysteem. Samen met Beutler en Steinmann werd Hoffmann voor deze ontdekkingen onderscheiden met de Nobelprijs.
In 2012 werd Hoffmann verkozen tot lid van de Académie française.
- Bibsys: 90517371
- Bibliothèque nationale de France: cb14627543h (data)
- CiNii: DA0008493X
- Gemeinsame Normdatei: 172508983
- International Standard Name Identifier: 0000 0001 0930 755X
- Library of Congress Control Number: n84058948
- Nationale Bibliotheek van Tsjechië: jcu20191049561
- Nationale bibliotheek van Australië: 35370953
- Nationale Bibliotheek van Israël: 987007315811605171
- Nederlandse Thesaurus van Auteursnamen: 245985425
- Réseau des bibliothèques de Suisse occidentale: 02-A005906372
- Système universitaire de documentation: 070528861
- Trove: 928985
- Virtual International Authority File: 200218928
- WorldCat: E39PBJvd3rDf7wBvM3fpY94Xh3

1901: Behring · 
1902: Ross · 
1903: Finsen · 
1904: Pavlov · 
1905: Koch · 
1906: Golgi, Ramón y Cajal · 
1907: Laveran · 
1908: Mechnikov, Ehrlich · 
1909: Kocher · 
1910: Kossel · 
1911: Gullstrand · 
1912: Carrel · 
1913: Richet ·
1914: Bárány · 
1919: Bordet · 
1920: Krogh · 
1922: Hill, Meyerhof · 
1923: Banting, Macleod · 
1924: Einthoven ·
1926: Fibiger · 
1927: Wagner-Jauregg · 
1928: Nicolle · 
1929: Eijkman, Hopkins · 
1930: Landsteiner · 
1931: Warburg · 
1932: Sherrington, Adrian · 
1933: Morgan · 
1934: Whipple, Minot, Murphy · 
1935: Spemann · 
1936: Dale, Loewi · 
1937: Szent-Györgyi · 
1938: Heymans · 
1939: Domagk · 
1943: Dam, Doisy · 
1944: Erlanger, Gasser · 
1945: Fleming, Chain, Florey · 
1946: Muller · 
1947: C. Cori, G. Cori, Houssay · 
1948: Müller · 
1949: Hess, Moniz · 
1950: Kendall, Reichstein, Hench · 
1951: Theiler · 
1952: Waksman · 
1953: Krebs,Lipmann ·
1954: Enders, Weller, Robbins · 
1955: Theorell · 
1956: Cournand, Forssmann, Richards · 
1957: Bovet · 
1958: Beadle, Tatum, Lederberg · 
1959: Ochoa, Kornberg · 
1960: Burnet, Medawar · 
1961: Békésy · 
1962: Crick, Watson, Wilkins · 
1963: Eccles, Hodgkin, Huxley · 
1964: Bloch, Lynen · 
1965: Jacob, Lwoff, Monod · 
1966: Rous, Huggins · 
1967: Granit, Hartline, Wald · 
1968: Holley, Khorana, Nirenberg · 
1969: Delbrück, Hershey, Luria · 
1970: Katz, Euler, Axelrod · 
1971: Sutherland · 
1972: Edelman, Porter · 
1973: Frisch, Lorenz, Tinbergen · 
1974: Claude, De Duve, Palade · 
1975: Baltimore, Dulbecco, Temin ·
1976: Blumberg, Gajdusek · 
1977: Guillemin, Schally, Yalow · 
1978: Arber, Nathans, Smith · 
1979: Cormack, Hounsfield · 
1980: Benacerraf, Dausset, Snell · 
1981: Sperry, Hubel, Wiesel · 
1982: Bergström, Samuelsson, Vane · 
1983: McClintock · 
1984: Jerne, Köhler, Milstein · 
1985: Brown, Goldstein · 
1986: Cohen, Levi-Montalcini · 
1987: Tonegawa · 
1988: Black, Elion, Hitchings · 
1989: Bishop, Varmus · 
1990: Murray, Thomas · 
1991: Neher, Sakmann · 
1992: Fischer, Krebs · 
1993: Roberts, Sharp · 
1994: Gilman, Rodbell · 
1995: Lewis, Nüsslein-Volhard, Wieschaus · 
1996: Doherty, Zinkernagel · 
1997: Prusiner · 
1998: Furchgott, Ignarro, Murad · 
1999: Blobel · 
2000: Carlsson, Greengard, Kandel ·
2001: Hartwell, Hunt, Nurse · 
2002: Brenner, Horvitz, Sulston · 
2003: Lauterbur, Mansfield · 
2004: Axel, Buck · 
2005: Marshall, Warren ·
2006: Fire, Mello ·
2007: Capecchi, Smithies, Evans ·
2008: Zur Hausen, Barré–Sinoussi, Montagnier ·
2009: Blackburn, Greider, Szostak ·
2010: Edwards ·
2011: Beutler, Hoffmann, Steinman ·
2012: Gurdon, Yamanaka ·
2013: Rothman, Schekman, Südhof ·
2014: O'Keefe, Moser, Moser ·
2015: Campbell, Omura, Tu ·
2016: Osumi ·
2017: Hall, Rosbash, Young ·
2018: Allison, Honjo ·
2019: Kaelin, Ratcliffe, Semenza ·
2020: Alter, Houghton, Rice ·
2021: Julius, Patapoutian ·
2022: Pääbo ·
2023: Karikó, Weissman ·
2024: Ambros, Ruvkun